# Colfax County (Nebraska)
Colfax County is een county in de Amerikaanse staat Nebraska.
De county heeft een landoppervlakte van 1.070 km² en telt 10.441 inwoners (volkstelling 2000). De hoofdplaats is Schuyler.
De county en zijn hoofdplaats zijn vernoemd naar Schuyler Colfax, vicepresident van de Verenigde Staten onder Ulysses S. Grant.

## Bevolkingsontwikkeling

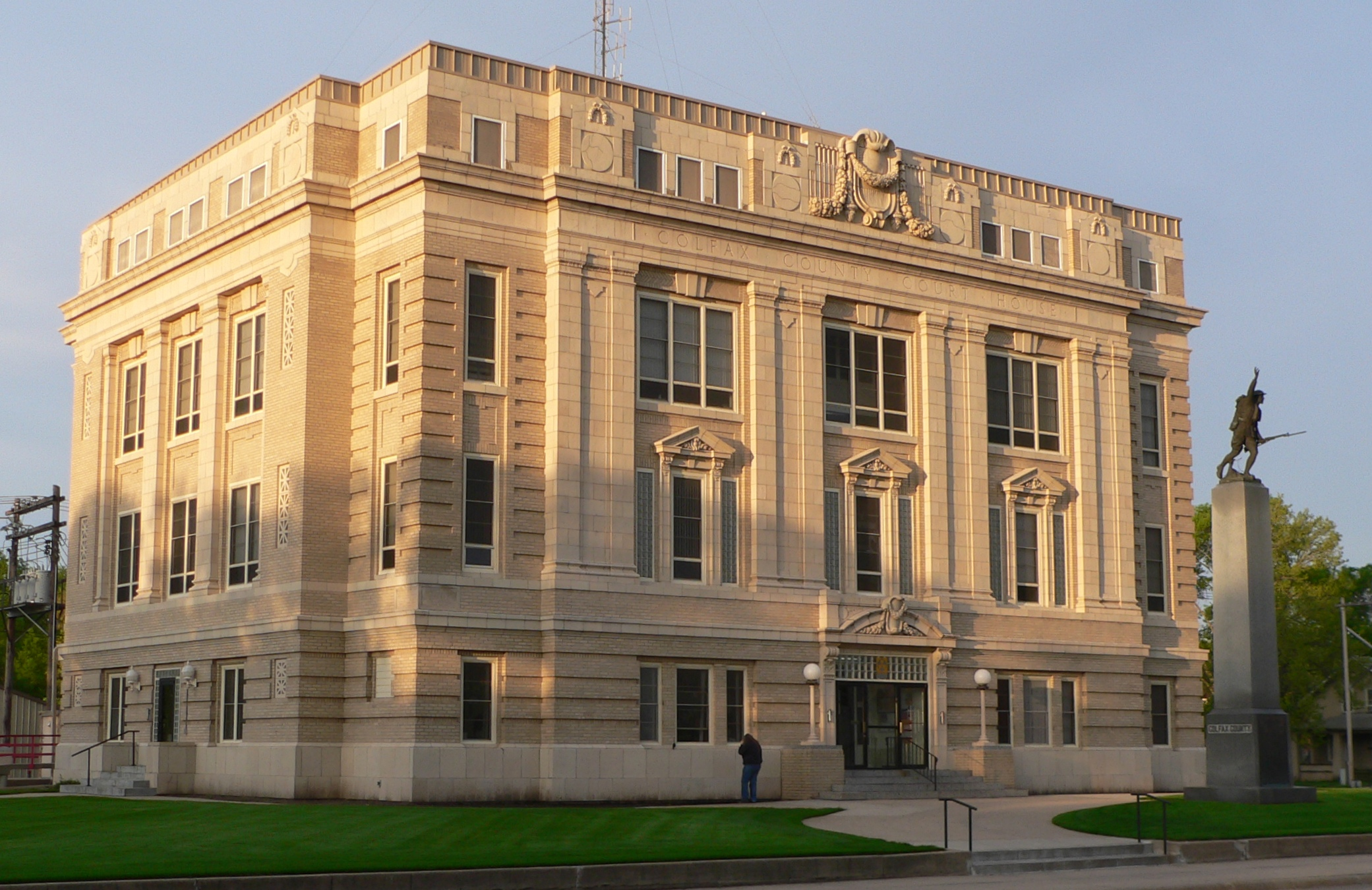
Colfax County Courthouse